# Amaloxestis
Amaloxestis is een geslacht van vlinders van de familie Lecithoceridae.

## Soorten
- A. astringens Gozmany, 1973
- A. callitricha (Meyrick, 1910)
- A. chiloptila (Meyrick, 1921)
- A. nepalensis Gozmany, 1973
- A. perizeucta (Meyrick, 1910)